# Nokia 9500 Communicator
Il Nokia 9500 Communicator è uno smartphone prodotto dalla Nokia, basato sul sistema operativo Symbian versione 7.0s serie 80.
Il 9500 è equipaggiato con un processore OMAP da 150 MHz e 64 MB di SDRAM; caratteristico è il doppio schermo, uno schermo interno più grande ricco di funzioni e uno esterno più piccolo.
A livello di connettività il Nokia 9500 include: Bluetooth, Infrarossi, USB, Wi-Fi, GPRS e EDGE. Questo telefono può sia inviare che ricevere fax (senza scanner). Come molti altri modelli della serie Communicator, il 9500 possiede una tastiera QWERTY.